# Олав III Тихий
Олав III Тихий (Олав Мирный; норв. Olav Kyrre; 1050 — 22 сентября 1093) — король Норвегии (1067—1093), сын Харальда III Сурового и Торы. Главный герой «Саги об Олаве Тихом» в составе «Круга Земного».

## Биография
О детских и юношеских годах жизни Олава ничего не известно. В 1066 году король Норвегии Харальд Суровый предпринял поход в Англию с целью захватить английский трон. В этом походе его сопровождали младший сын Олав, русская жена Елизавета Ярославна и две дочери. Старшего сына, Магнуса, Харальд оставил в Норвегии и провозгласил конунгом.
Высадившись в Англии, норвежская армия разбила английское ополчение в битве при Фулфорде, где, отличился Олав. После занятия Йорка Харальд Суровый разделил свою армию: треть оставил для охраны кораблей, а с остальными силами высадился на побережье. В числе оставшихся на кораблях был и Олав. После разгрома норвежцев при Стамфорд-Бридже, где погиб Харальд Суровый, Олав заключил мир с последним англосаксонским королём Англии Гарольдом Годвинсоном и дал клятву никогда больше не нападать на Англию.
После этого остатки норвежской армии (на 24 кораблях, из более чем 300, принимавших участие во вторжении) покинули Англию. Перезимовав на Оркнейских островах, в 1067 году Олав возвратился в Норвегию. Старший брат, Магнус II, добровольно разделил с ним королевство: Олав стал конунгом Восточной Норвегии, а Магнус — Северной.
В следующем году датский король Свен II Эстридсен, ранее воевавший с Харальдом III, попытался предъявить права на Норвегию, однако, встретив отпор со стороны Олава, отказался от своих претензий и заключил с ним мир. Позднее, в 1070 году, Олав женился на дочери Свена Ингрид, а сын Свена Олаф Свенсон — на сводной сестре норвежского короля, Ингигерд.
В 1069 году заболел и умер Магнус II, в результате чего Олав стал единоличным королём Норвегии. Установился период мира: расцвела торговля, произошёл рост городов, укрепился авторитет церкви и королевской власти. Связи между Норвегией и Западной Европой упрочились. В 1070 году Олав основал город Берген, ещё при его жизни ставший крупным торговым центром.
Олаву III приписывают создание в Норвегии купеческих гильдий, при нём были построены первые каменные церкви. Олав установил прочные отношения с Папой Римским, в Норвегии были организованы четыре епархии, подчиняющиеся Гамбург-Бременскому архиепископу. Олав был первым норвежским королём, умевшим читать и писать.
Брак Олава и Ингрид Датской был бездетным, но наложница Тора родила ему сына Магнуса.
Король Олав III Тихий умер 22 сентября 1093 года и был похоронен в Тронхейме. В 1998 году в Бергене была установлена абстрактная конная статуя Олава Тихого.